# Вильга (река)
Ви́льга (пол. Wilga, пол. Garwólka) — река в Люблинском и Мазовецком воеводствах Польши, правый приток Вислы. Длина реки — 67,1 км. Площадь водосборного бассейна — 569 км².
Исток находится на высоте 172 м над уровнем моря на расстоянии 13 км к северо-востоку от Желехува, к югу от деревни Касилдув Лукувского повета. Там, в довольно широкой долине, река разветвляется на восток с рекой Малой Быстрицей. Течёт в западном направлении через деревни Германиха, Воля-Мысловска, затем направляется на северо-запад. Протекает через деревни Вильчиска, Зволя-Подуховна, Зволя, город Мястов-Костельный, деревни Мясткув-Стары, Оземкувка, Камёнка, Лентув, Глускув, после чего отклоняется на юго-запад, пересекает город Гарволин, населённые пункты Рембкув, Тшцянка, Циганувка, Вильга и впадает в Вислу на высоте чуть более 92 метров.

## История
Ещё двести лет назад река называлась Вилька или Вильча. В Географическом словаре Царства Польского 1893 года также упоминается название Гарволка. Ответвление у мельницы в Гарволине называлось Гарвулька, а ответвление в деревне Ремкув, на котором стояли две мельницы, называлось Велька-Вильча. Самая большая из мельниц стояла в местечке под названием Погорзель или Погорзил (ныне Рембкув-Борки).
В царские времена, а также во время разделов на реке действовало несколько водяных мельниц, большинство из которых просуществовало до 1944 года. Из-за действий коммунистических властей ни одна из них не дожила до 70-х годов XX века. Мельницы располагались в Желехуве, Вильчиске, Зволе (принадлежали семьям Зейденворен и Ниренберг), Мястув-Костельнах и Старах, Озиемкувке, недалеко от Каменки (мельница Чарна), Летуве, Глошуве, Лещинах, Гарволине, Ремкуве, Сточеке (работала до декабря 1987 года), рядом с Тшчанкой (мельница Зыганувка, сегодня Цыганувка). Последняя использовала больше всего воды. Самое большое количество колёс — четыре — было у мельницы в Ремкуве.
Устье Вильги регулировалось в 1940—1942 годах под контролем германских властей Генерал-губернаторства. Земляные работы в рамках мелиорации выполнялись евреями из Варшавского гетто и окрестных городов.